# Лошупе
Ло́шупе (латыш. Lošupe, Ločupe, Lošupīte) — небольшая река в Латвии, в пределах административной территории города Вентспилса, в 7 км к северо-востоку от его исторического центра.
Вытекает из озера Бушниеку и впадает в Балтийское море. Длина — 1,5 км.
Высота истока — 11,1 м над уровнем моря.
Через реку имеется два моста — пешеходный и автомобильный.
Река имеет важное значение для регулировки уровня озера Бушниеку и связанной с ним мелиоративной системы.

## Галерея

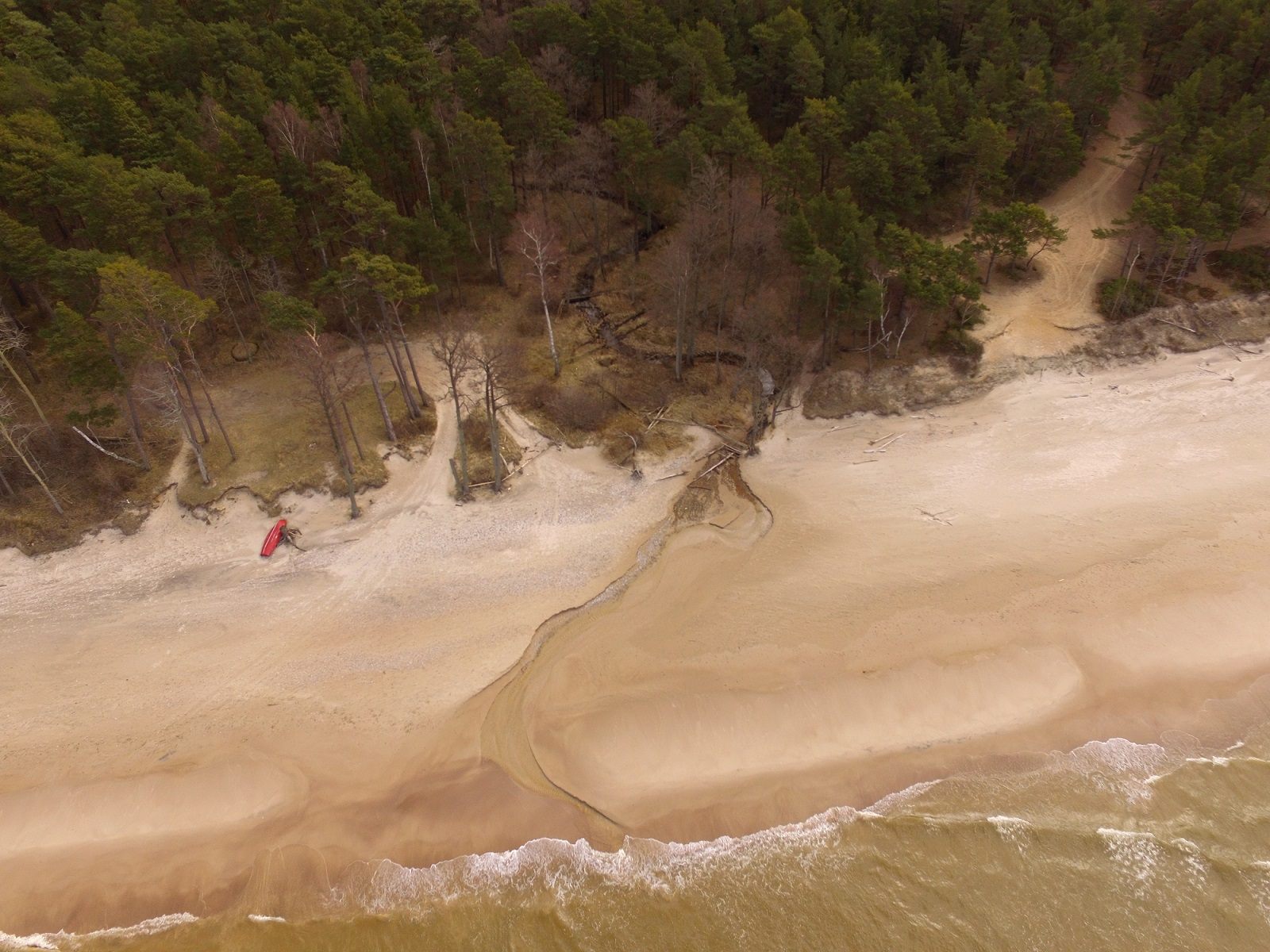
Устье Лошупе. Аэрофотосъёмка 14 апреля 2017
Схема течения Лошупе
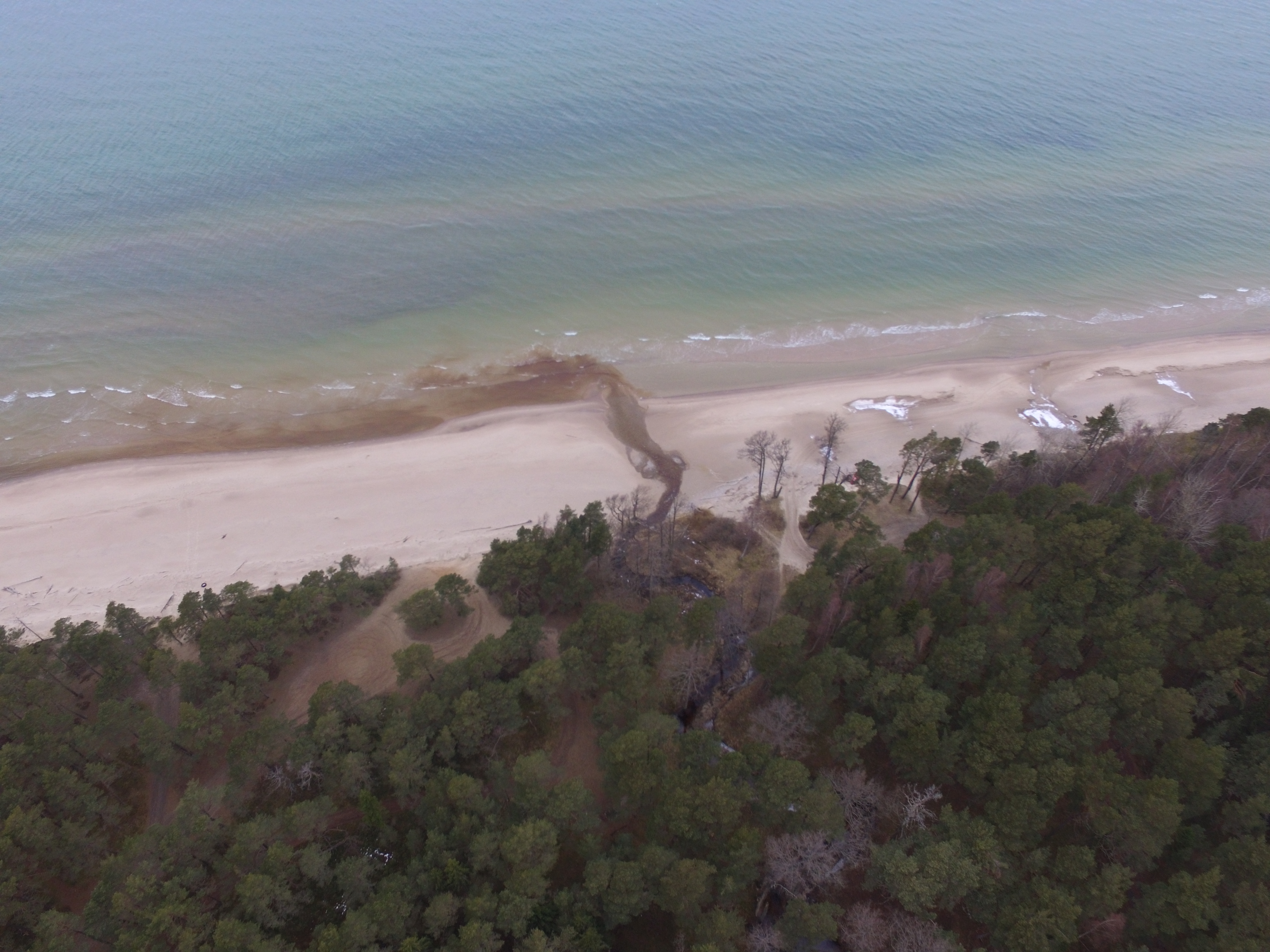
Устье Лошупе. Аэрофотосъемка 31 марта 2018
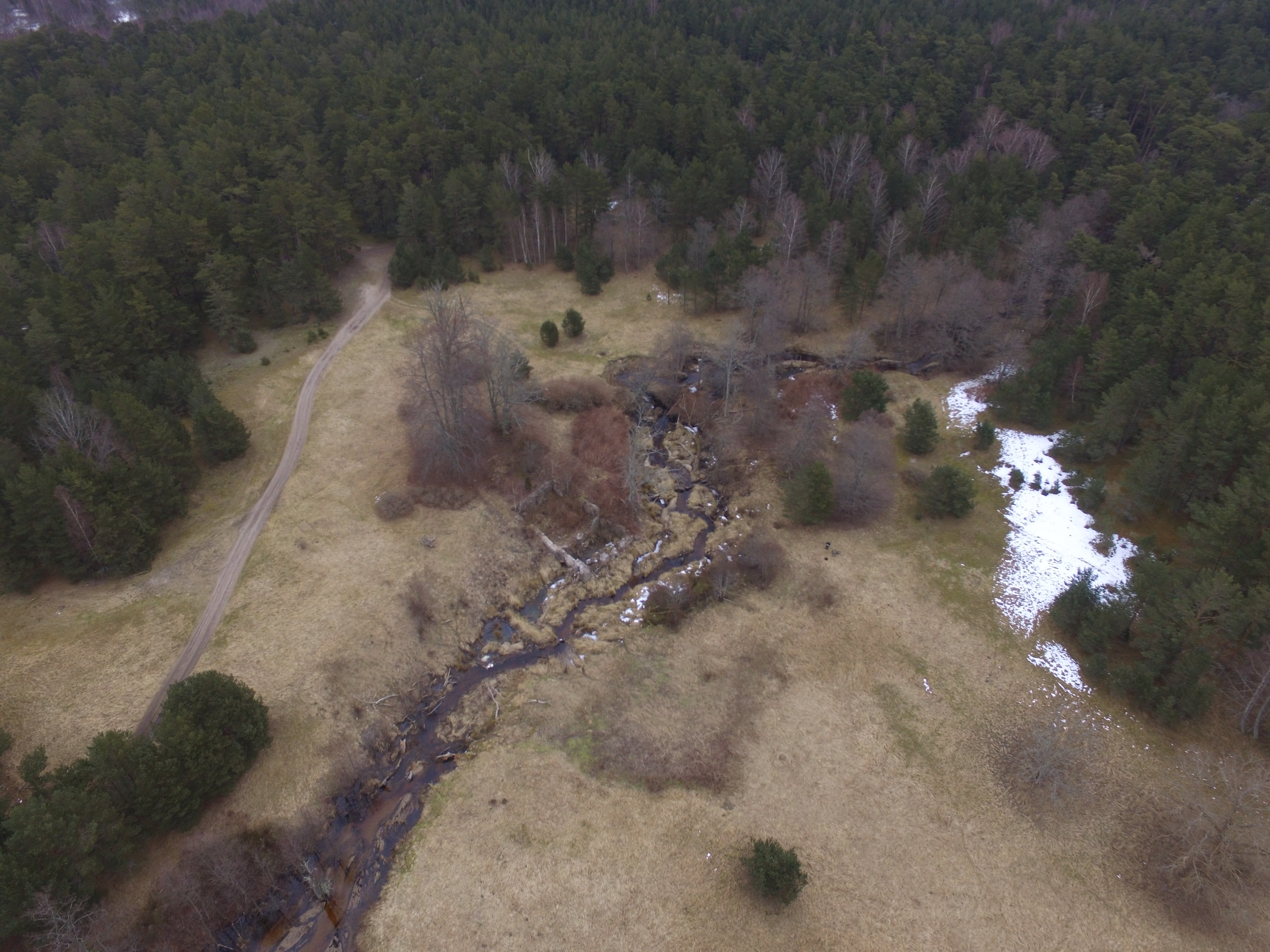
Развалины мельницы и запруды на речке Лошупе
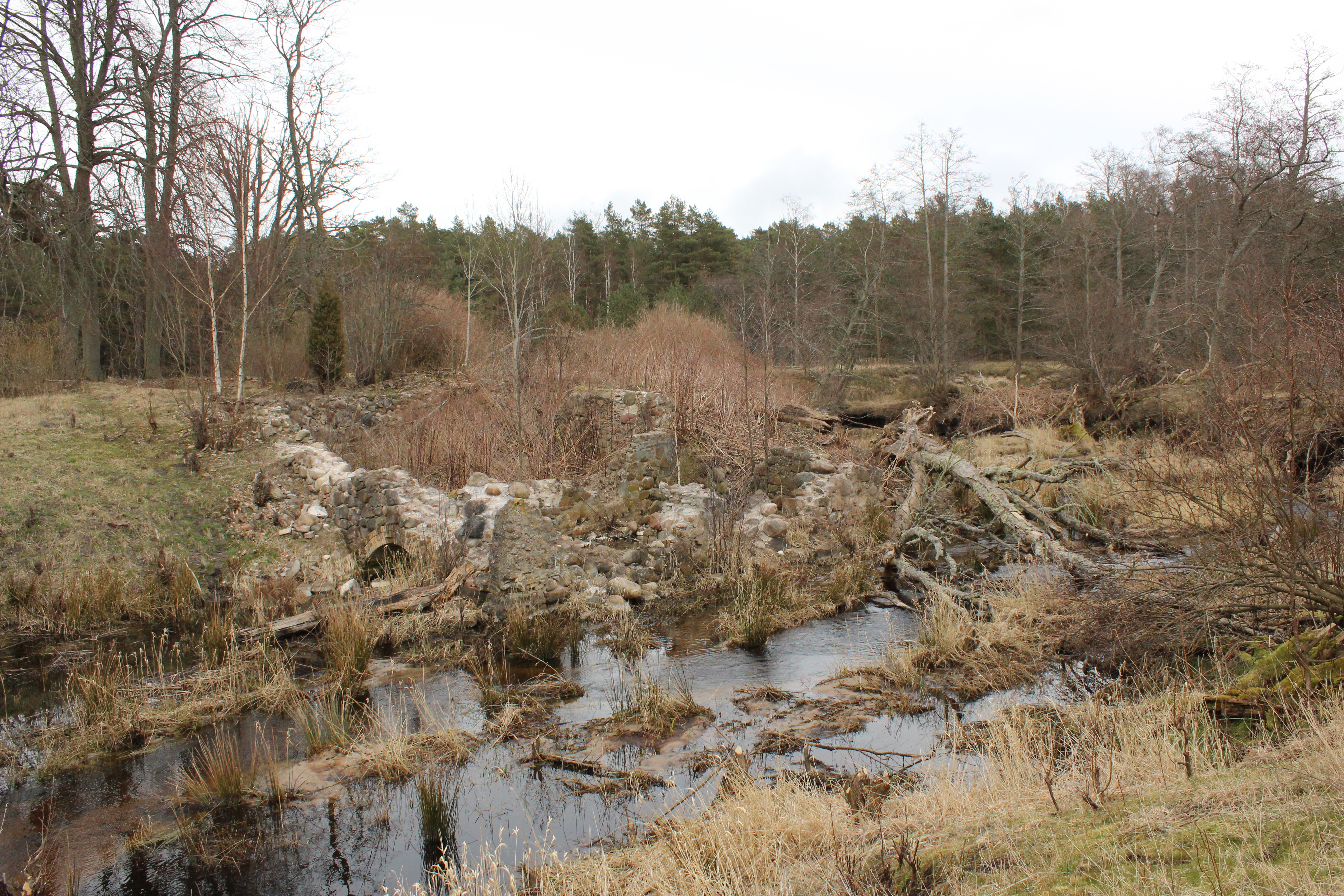
Развалины на речке Лошупе.
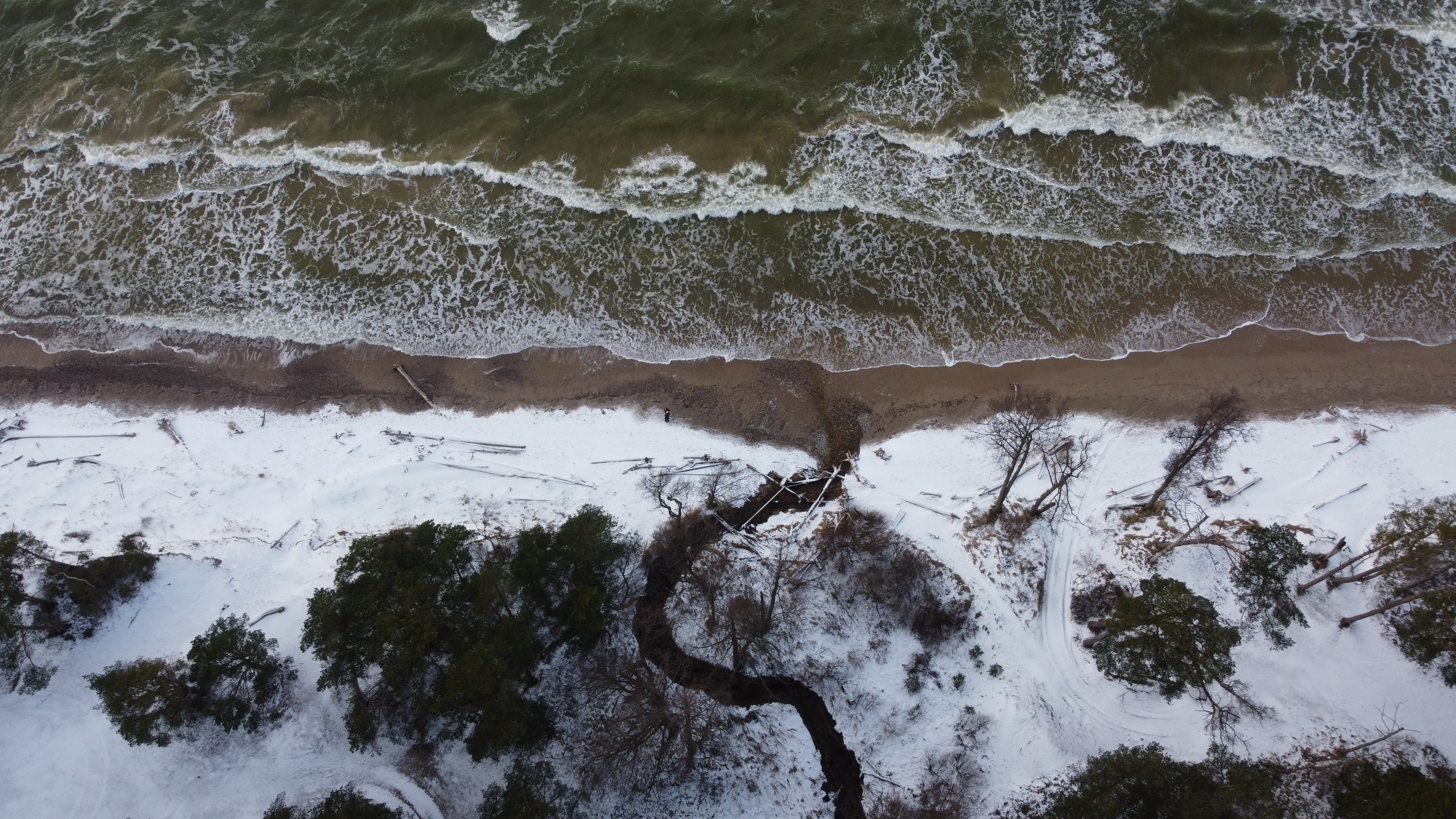
Устье Лошупе. 7 января 2022 года
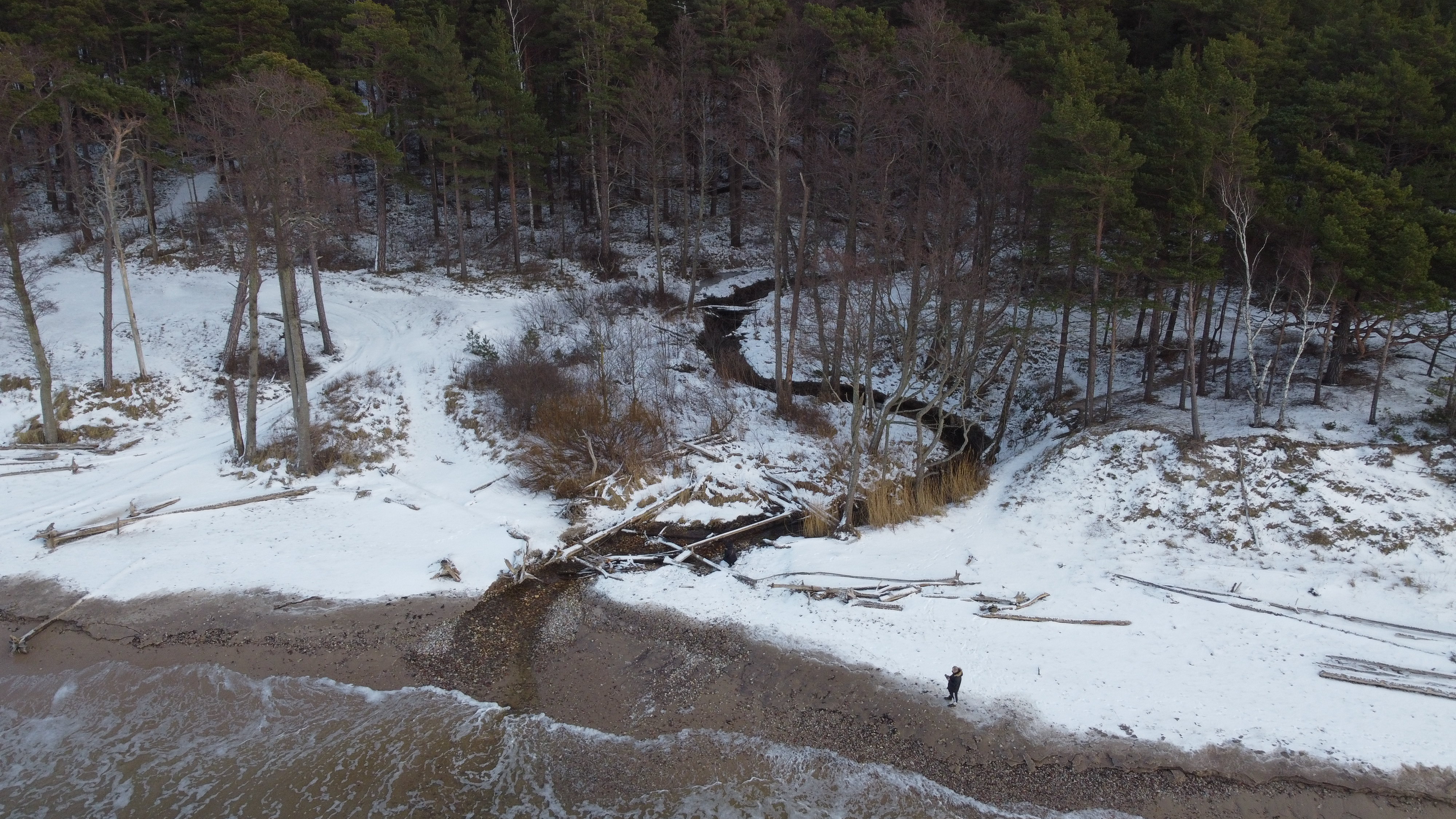
Устье Лошупе 7 января 2022 года